# TT108

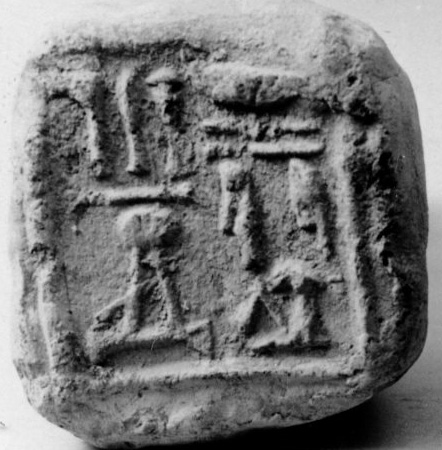
Cono funerario della TT108 (Metropolitan Museum, cat. MET 28.3.27-acc)

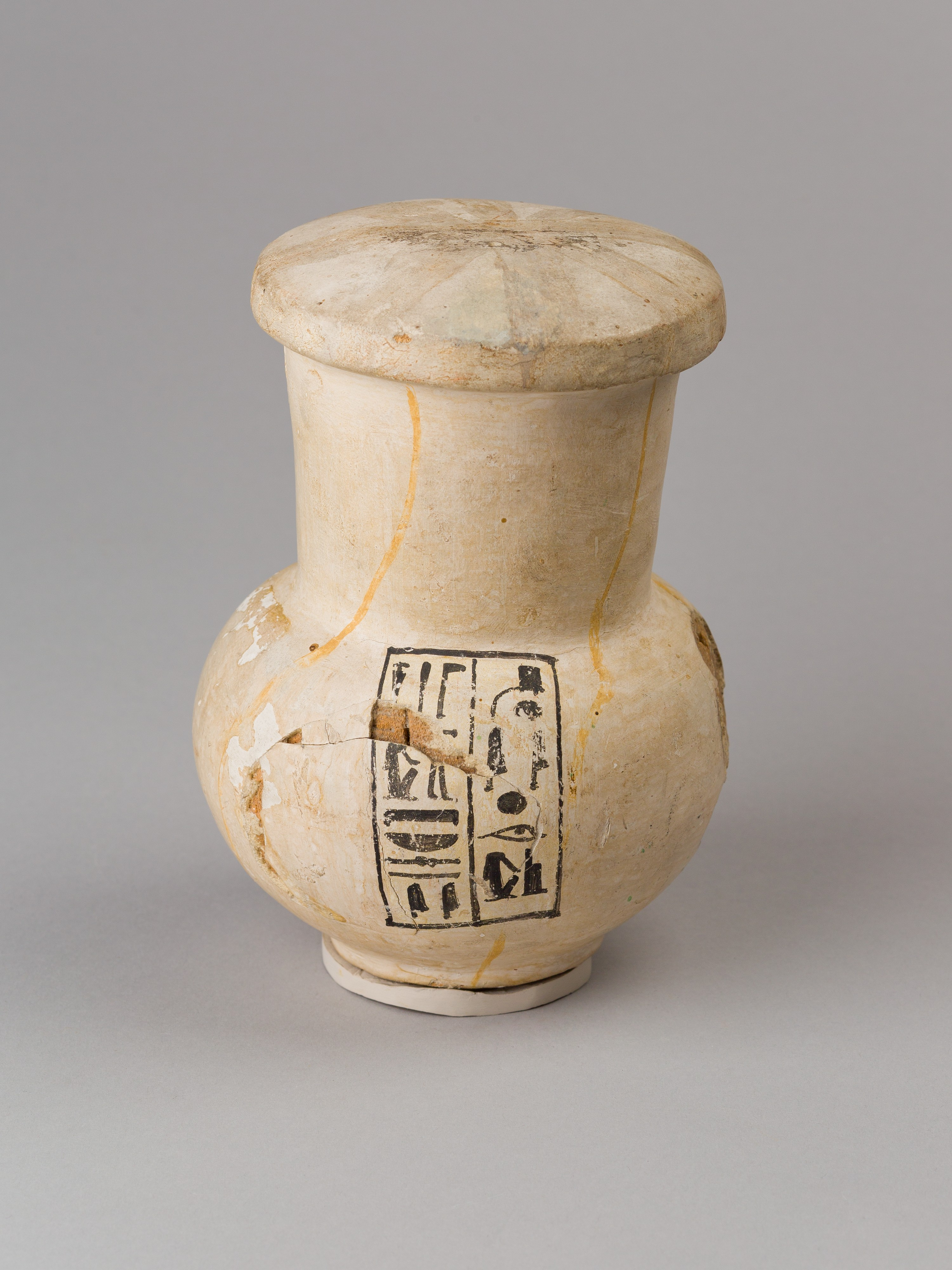
Vaso iscritto per Nebseni, Primo Profeta di Onuris (Metropolitan Museum, cat. MET 41.2.3 EGDP018371)

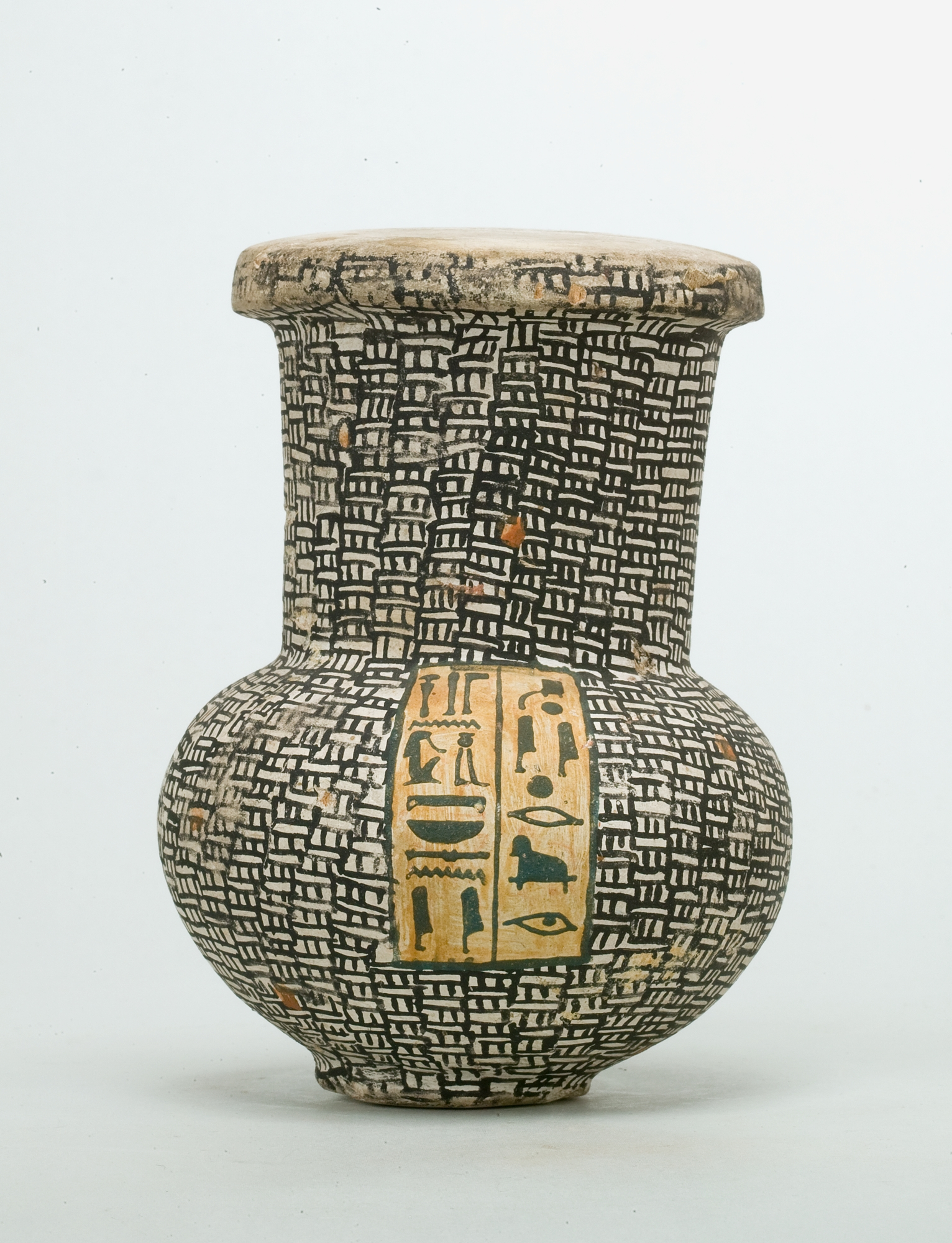
Vaso iscritto per Nebseni (fronte)(Metropolitan Museum, cat. MET 41.2.4 front)

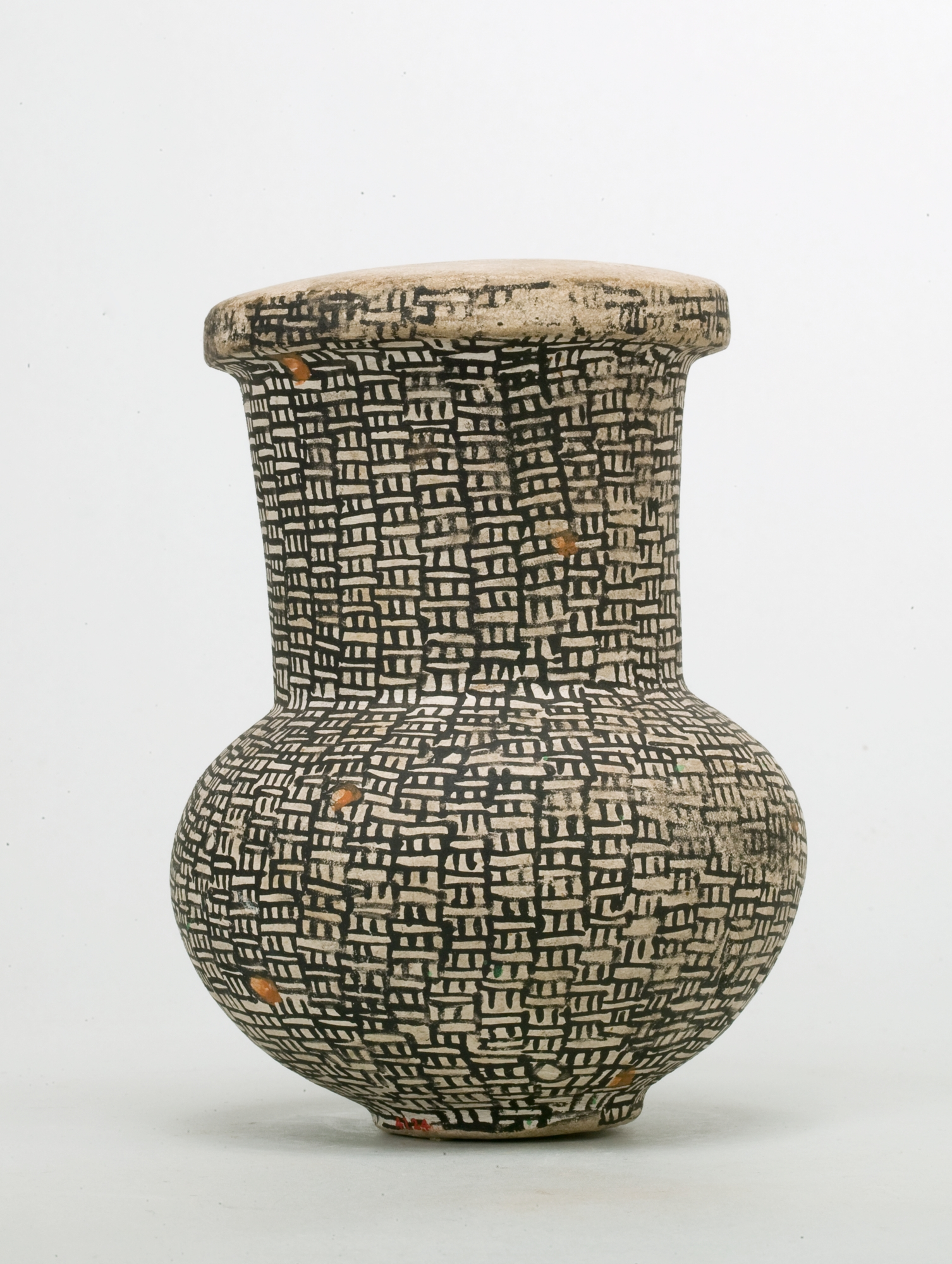
Vaso iscritto per Nebseni (retro)(Metropolitan Museum, cat. MET 41.2.4 back

TT108 (Theban Tomb 108) è la sigla che identifica una delle Tombe dei Nobili ubicate nell’area della cosiddetta Necropoli Tebana, sulla sponda occidentale del Nilo dinanzi alla città di Luxor, in Egitto. Destinata a sepolture di nobili e funzionari connessi alle case regnanti, specie del Nuovo Regno, l'area venne sfruttata, come necropoli, fin dall'Antico Regno e, successivamente, sino al periodo Saitico (con la XXVI dinastia) e Tolemaico.

## Titolare
TT108 era la tomba di:
| Titolare | Titolo                   | Necropoli           | Dinastia/Periodo                 | Note                               |
| -------- | ------------------------ | ------------------- | -------------------------------- | ---------------------------------- |
| Nebseni  | Primo Profeta di Inherit | Sheikh Abd el-Qurna | XVIII dinastia (Thutmosi IV -?-) | nei pressi delle tombe TT41 e TT38 |

## Biografia
Unica notizia biografica ricavabile dai dipinti parietali è il nome della moglie: Sensonb.

## La tomba
La tomba consta di un breve corridoio, sulle cui pareti sono rappresentati il defunto e la moglie in atto di adorazione di Osiride, che dà accesso a una sala trasversale tipica delle planimetrie del periodo, a "T" rovesciata. Pochi e danneggiati i dipinti parietali che sono leggibili solo sul lato sinistro, entrando, della sala: il defunto e la moglie agitano sistri e svolgono libagioni su bracieri mentre macellai e portatori recano offerte.
Scena di banchetto con un figlio, e un nipote, che offrono un mazzo di fiori al defunto; appena abbozzati e non ultimati, poco distanti, riti propiziatori su statue. Altro dipinto parietale ugualmente di banchetto del defunto e della moglie in presenza di musicisti (arpisti maschi e suonatrici di tamburello) e ospiti.
Reperti provenienti da questa tomba si trovano al Museo Egizio di Berlino, blocco con la testa del defunto e un mazzo di fiori (cat. 13616), e al Metropolitan Museum di New York, due modelli di vaso in legno, dipinti ad imitazione della pietra.

### Annotazioni
1. ↑  La prima numerazione delle tombe, dalla numero 1 alla 253, risale al 1913 con l’edizione del "Topographical Catalogue of the Private Tombs of Thebes" di Alan Gardiner e Arthur Weigall. Le tombe erano numerate in ordine di scoperta e non geografico; ugualmente in ordine cronologico di scoperta sono le tombe dalla 253 in poi.
2. ↑  I campi della Duat, ovvero l'aldilà egizio, si trovavano, secondo le credenze, proprio sulla riva occidentale del grande fiume.
3. ↑  Nella sua epoca di utilizzo, l'area era nota come "Quella di fronte al suo Signore" (con riferimento alla riva orientale, dove si trovavano le strutture dei Palazzi di residenza dei re e i templi dei principali dei) o, più semplicemente, "Occidente di Tebe".
4. ↑  le Tombe dei Nobili, benché raggruppate in un'unica area, sono di fatto distribuite su più necropoli distinte.
5. ↑  Le note, sovente di inquadramento topografico della tomba, sono tratte dal "Topographical Catalogue" di Gardiner e Weigall, ed. 1913 e fanno perciò riferimento alla situazione dell'epoca.
6. ↑  Meux and Hearst Collection (cat. 41.2.3-4)

### Fonti
1. ↑  Gardiner e Weigall 1913.
2. ↑  Donadoni 1999,  p. 115.
3. ↑  Gardiner e Weigall 1913, p. 26.
4. ↑  Gardiner e Weigall 1913, pp. 26-27.
5. ↑  Porter e Moss 1927,  p. 225.
6. ↑  Porter e Moss 1927,  pp. 225-226.